# Incidente del hacha

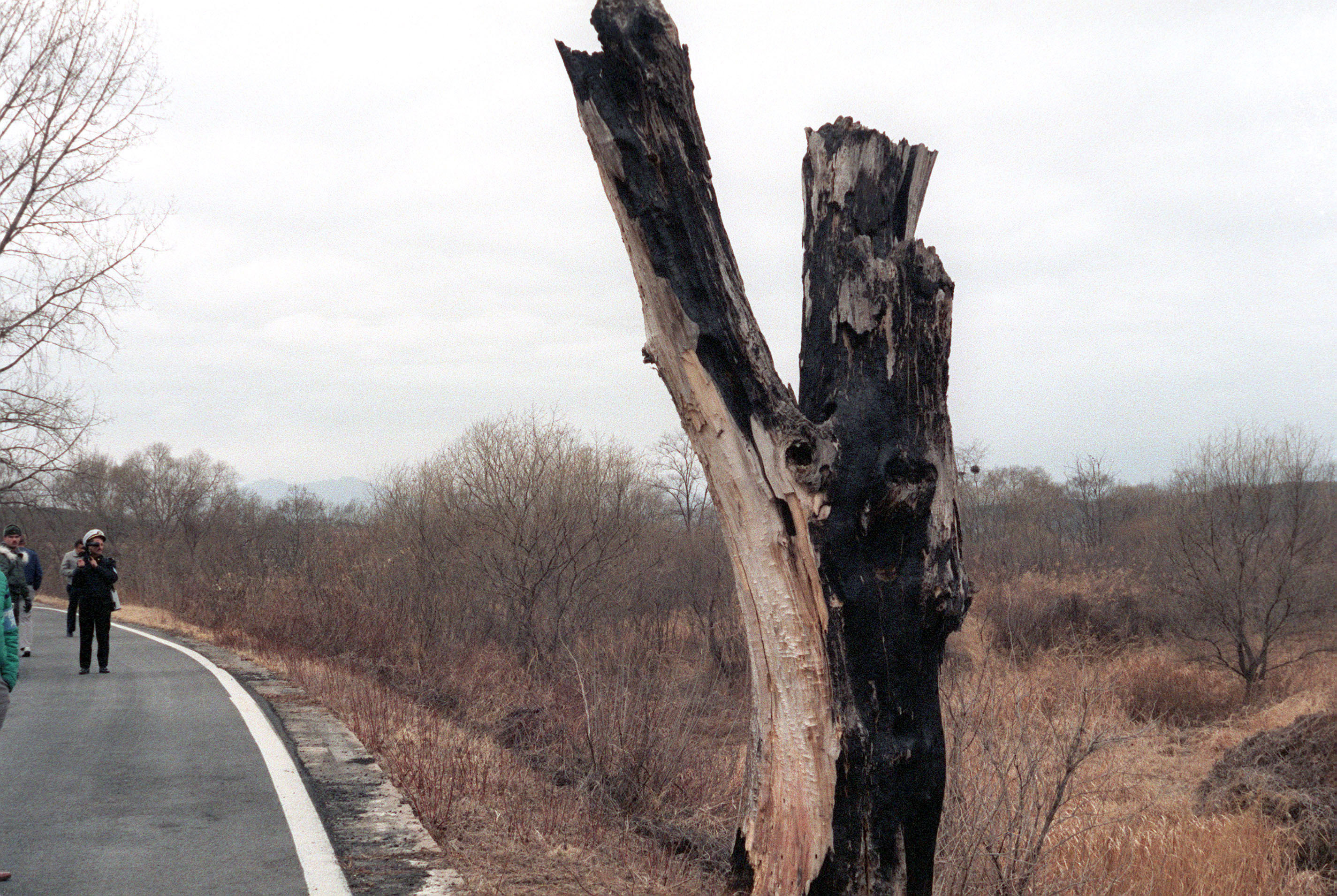
Foto tomada en 1984 de los restos del árbol que desencadenó el ataque con hachas de 1976. Se dejó en pie deliberadamente después de la Operación Paul Bunyan. En 1987, el tocón se remplazó por un monumento.

El incidente del hacha o  incidente del asesinato con hacha fue el asesinato de dos oficiales del ejército de los Estados Unidos, Arthur Bonifas y Mark Barrett, por soldados de Corea del Norte el 18 de agosto de 1976, en el área de seguridad conjunta (ASC), ubicado en la zona desmilitarizada de Corea.
- en coreano: 판문점 도끼살인사건
- en hanja: 板門店도끼殺人事件,도끼蠻行事件
- literalmente: ‘incidente del asesinato con hacha de Panmunjom’

Los oficiales del ejército estadounidense eran parte de un grupo de trabajo para talar un álamo en el ASC que bloqueaba parcialmente la vista de los observadores de las Naciones Unidas, cuando fueron atacados y asesinados por los norcoreanos, que afirmaban que el árbol había sido plantado por Kim Il-sung (1912‑1994).
Tres días más tarde, fuerzas estadounidenses pusieron en marcha la Operación Paul Bunyan, en la que se taló el árbol con una demostración de fuerza para intimidar a Corea del Norte y demostrar la superioridad estadounidense. Corea del Norte aceptó la responsabilidad de los anteriores asesinatos.

## Trasfondo

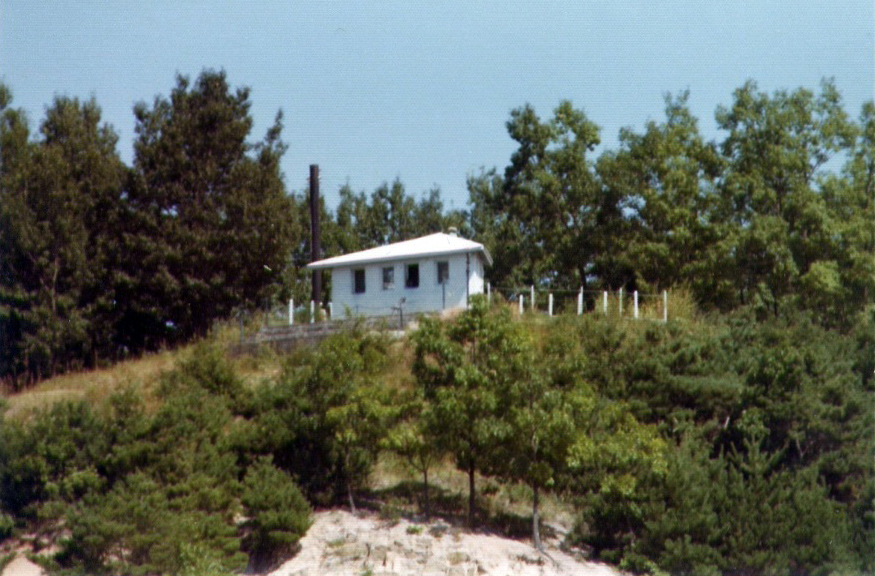
El PO Núm. 5, desde donde fueron tomadas las fotos del asesinato con hacha.

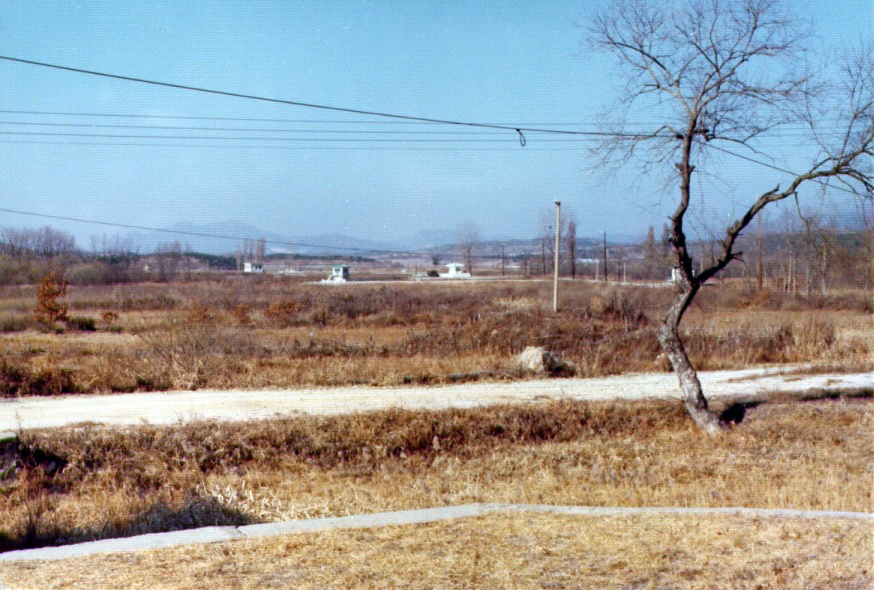
Vista desde el puesto 7 del ECN (cerca del PC Núm. 2) hacia el PC Núm. 3.

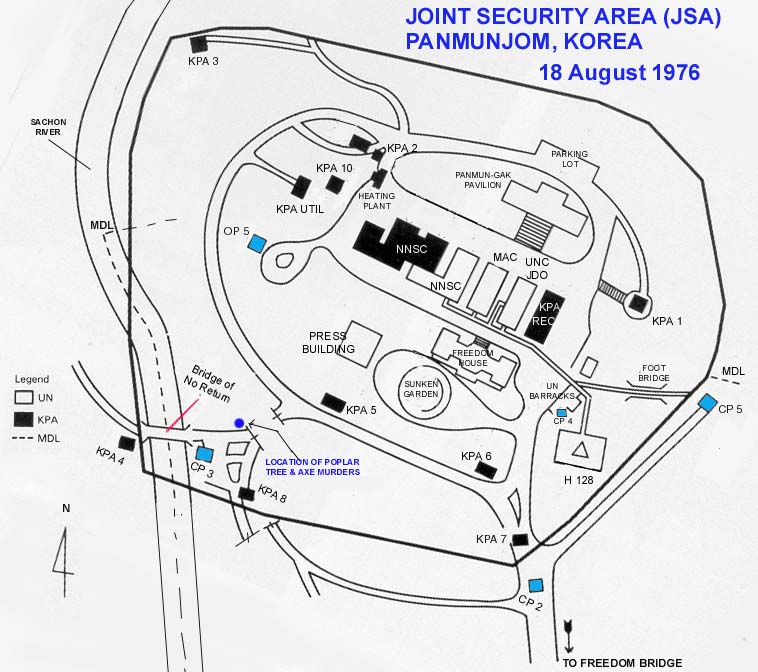
Plano del área de seguridad conjunta en 1976.

En el área de seguridad conjunta, aproximadamente a 30 metros del puente sin retorno, un álamo bloqueaba la línea de visión entre el Comando de las Naciones Unidas (UNC), un puesto de control (PC n.º 3) y un puesto de observación (PO n.º 5).
El puesto de mando n.º 3, situado junto al puente sin retorno, era el puesto de control más septentrional del UNC y solo era visible desde el PO n.º 5 durante los meses de invierno. Durante los meses de verano, solo la parte superior del PC n.º 3 era visible desde otro puesto de control del UNC (PC n.º 2). A mitad del puente se encuentra la Línea de Demarcación Militar que se encuentra entre los territorios de Corea del Norte y Corea del Sur.
El Ejército de Corea del Norte había hecho varios intentos para capturar personal del PC N.º 3 y arrastrarlos a través del puente a territorio norcoreano. La proximidad al territorio de Corea del Norte, del Área de Seguridad Conjunta y los puestos de control de Corea del Norte en todas las vías de acceso, junto con los repetidos intentos de secuestro de los trabajadores de la UNC que trabajaban allí llevó a que el PC N.º 3 fuera llamado el «puesto de avanzada más solitario del mundo».
En una ocasión antes del incidente, soldados norcoreanos retuvieron a un grupo de soldados estadounidenses a punta de pistola, por lo que el capitán Arthur Bonifas, comandante de compañía de las Fuerzas de Seguridad Conjuntas (FSC) fue enviado con la misión de forzar a los norcoreanos a retirarse y de poner a salvo a los estadounidenses, lo que hizo con éxito, luego sería más tarde uno de los dos estadounidenses asesinados.

## Poda inicial

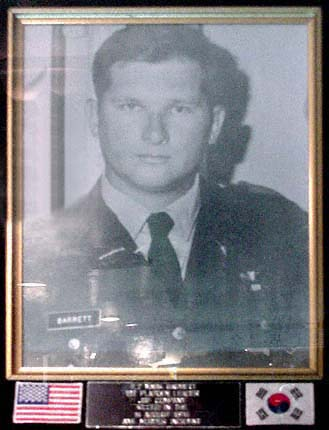
Foto de retrato de Lt. Mark Barrett.

El 18 de agosto de 1976, un grupo de cinco miembros del Cuerpo Coreano de Servicios (CCS) fue al ASC para podar el árbol, como ya se había programado con la delegación del ECN, escoltado por un equipo de seguridad del UNC consistente en el Capitán Arthur Bonifas, su contraparte del Ejército de la república de Corea del Sur, el Capitán Kim, el jefe del pelotón de la zona (El teniente primero Mark Barrett) y 11 soldados alistados, tanto de Estados Unidos como de Corea del Sur.
Los dos capitanes no llevaban armas, ya que los miembros de la Zona Conjunta de Seguridad estaban limitados a solo cinco oficiales armados y 30 soldados alistados a la vez. Sin embargo, llevaban azadas en la parte trasera del camión M35 2-1/2 ton y los trabajadores del KSC tenían las hachas que habían traído para podar las ramas de los árboles. Se había programado la poda del árbol para una semana antes, pero la lluvia hizo que hubiera que aplazarla.
Tras el comienzo de la poda aparecieron alrededor de 15 soldados norcoreanos al mando del teniente mayor Pak Chul, al que los soldados de la UNC apodaban «Teniente Bulldog», debido a una historia de enfrentamientos. Pak y sus subordinados parecieron observar la poda sin ninguna preocupación por aproximadamente 15 minutos, hasta que repentinamente le dijo al UNC que cesaran la actividad, indicando que el árbol no podía ser podado «porque Kim Il-sung lo había plantado personalmente, y que se nutre y crece bajo su supervisión». El Capitán Bonifas ordenó al grupo que continuase y le dio la espalda al Teniente Pak Chul.

## Ataque

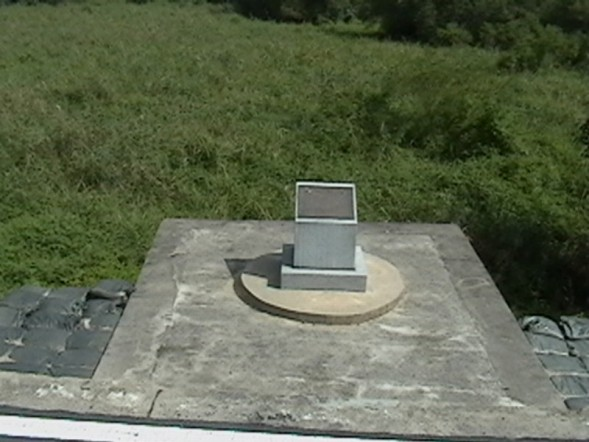
Placa conmemorativa para las víctimas del ataque.

Después de ser ignorado por Bonifas, Pak envió un mensajero a través del Puente Sin Retorno. En cuestión de minutos un camión norcoreano cruzó el puente y aproximadamente 20 guardias norcoreanos más bajaron portando palancas y porras. Pak exigió una vez más que pararan la poda del árbol. Cuando Bonifas de nuevo le dio la espalda, Pak se quitó su reloj, lo envolvió cuidadosamente en un pañuelo, lo colocó en su bolsillo, y gritó, «¡Matad a esos hijos de puta!».
Usando las hachas que los trabajadores habían dejado caer, las fuerzas del ECN atacaron a los dos soldados estadounidenses Bonifas y Barrett, e hirieron a todos los demás excepto a uno.
Mientras Pak tiraba al suelo a Bonifas para, a continuación, ser asesinado a golpes por al menos cinco de los norcoreanos, Barrett saltaba por encima de un muro bajo que llevaba a una depresión de 4,5 m de profundidad, justo al otro lado de la carretera. La depresión no era visible desde la carretera a causa de la densa hierba y árboles pequeños. La lucha duró tan sólo de 20 a 30 segundos antes de que las fuerzas del UNC lograran dispersar a los guardias norcoreanos y subir el cuerpo de Bonifas en su camión. Sin embargo no había ninguna señal de Barrett y los dos guardias del UNC del PO n.º 5 no pudieron localizarlo.
Aunque las fuerzas del UNC sí vieron a los guardias norcoreanos en el puesto n.º 8 del ECN (a lo largo de la carretera de salida de emergencia del UNC) comportándose de forma extraña; un guardia bajaba a la depresión con un hacha y volvía a subir al cabo de unos minutos, le pasaba el hacha a otro y se volvía a repetir el proceso.
La CIA consideró que el ataque había sido planeado de antemano por el gobierno norcoreano. El nivel de alerta de las fuerzas estadounidenses en Corea del Sur se incrementó a DEFCON 3 en la mañana del 19 de agosto y se consideró una serie de respuestas, como ataques de artillería y misiles en la zona, pero se descartó debido a una desfavorable relación de piezas de artillería 4:1 y porque el presidente Park Chung-hee no quería una acción militar.

## Operación Paul Bunyan

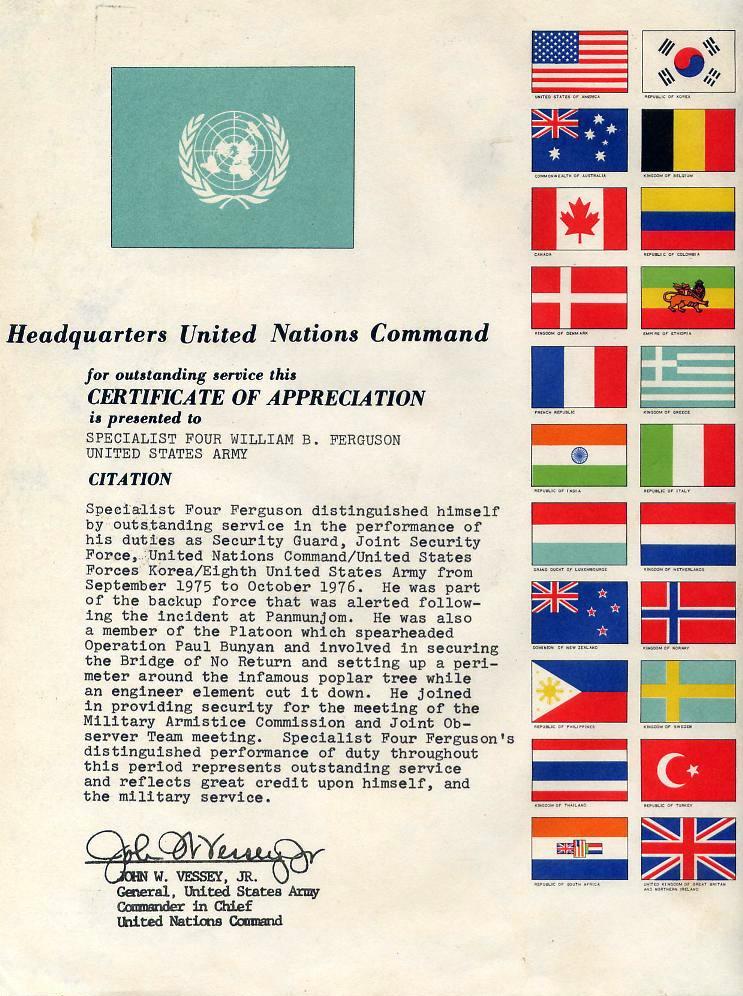
Certificado de agradecimiento del Mando de las Naciones Unidas, otorgado por participar en la Operación Paul Bunyan.

En respuesta al «incidente del hacha», el UNC determinó que, en vez de podar las ramas que ocultaban la visibilidad, talarían el árbol con la ayuda de una fuerza aplastante. Los parámetros de la operación fueron decididos en la Casa Blanca, donde el presidente Gerald Ford mantuvo un gabinete de crisis. Ford y sus consejeros querían hacer una demostración de fuerza para castigar a Corea del Norte, pero sin causar una escalada adicional.  La operación, nombrada por el mítico leñador Paul Bunyan, fue concebida como una demostración de fuerza de Estados Unidos y Corea del Sur, pero fue también cuidadosamente dirigida para evitar una mayor escalada de las hostilidades. Fue planeada durante dos días por el general Richard G. Stilwell y su personal en las oficinas centrales del UNC en Seúl.

### Fuerzas
La operación Paul Bunyan fue llevado a cabo el 21 de agosto a las 07:00, tres días después de los asesinatos. Un convoy de 23 vehículos estadounidenses y surcoreanos («Fuerza Especial Vierra», nombrado así por el teniente coronel Victor S. Vierra, comandante del Grupo de Apoyo del Ejército de Estados Unidos) condujo al ASC sin ninguna advertencia a los norcoreanos, que tenían un puesto de observación atendido a esa hora. En los vehículos iban dos equipos de ocho ingenieros militares (del 2.º Batallón de ingenieros, 2.ª División de Infantería) equipada con motosierras para talar el árbol.
Estos equipos fueron acompañados por dos pelotones de seguridad de 30 hombres de la Fuerza Conjunta de Seguridad, armados con pistolas y mangos de hacha. El primer pelotón aseguró la entrada norte al ASC a través del Puente Sin Retorno, mientras que el segundo pelotón aseguró el borde sur del área.
Al mismo tiempo, un equipo de la Compañía B, comandado por el capitán Walter Seifried, había activado los sistemas de detonación de las cargas sobre el Puente de la Libertad y situó el cañón de 165 mm del vehículo de ingenieros de combate M728 apuntando a la mitad del puente para asegurar que el puente caería si se diera la orden su destrucción. Además, la Compañía B, apoyando a la Compañía E (puente), construyó balsas M4T6 en el río Imjin, por si fuera necesaria una evacuación de emergencia por esa ruta.
Adicionalmente, fueron acompañados por una compañía de 64 soldados de las Fuerzas Especiales surcoreanas, armados con porras y entrenados en taekwondo, supuestamente sin armas de fuego. Aun así, una vez aparcaron sus camiones cerca el Puente Sin Retorno empezaron a tirar sacos de arena alineando los bajos de los camiones, y a entregar fusiles M16 y escopetas lanzagranadas M79 que habían sido escondidas debajo. Muchos de los hombres de las fuerzas especiales también tenían minas M18 Claymore atadas a sus pechos e iban con el detonador en sus manos, mientras gritaban a los norcoreanos a que se atrevieran a cruzar el puente.
Una compañía de Infantería de Estados Unidos en 20 helicópteros utilitarios y siete helicópteros de ataque Cobra formaron un círculo tras ellos. Detrás de estos helicópteros, un bombardero estratégico B-52 Stratofortresses llegó de Guam escoltado por cazas F-4 Phantom II estadounidenses. Cazas F-5 y F-86 surcoreanos eran visibles volando a gran altitud. En la base aérea de Taegu fueron estacionados bombarderos F-111 del Ala de Combate Táctico 366 de la Base de la Fuerza Aérea Mountain Home, y cazas Phantom F-4, C y D del Ala de Combate Táctico 18 de la Base Aérea de Kadena y la Base Aérea de Clark. Además, el portaaviones USS Midway fue estacionado cerca de la costa.
Cerca de los bordes de la ZDC, muchos más soldados de infantería de Estados Unidos y Corea del Sur fuertemente armados junto con artillería y el Regimiento 71 de Defensa Aérea armado con misiles Hawk mejorados estaban esperando para respaldar al equipo de operaciones especiales. Las bases cercanas a la ZDC fueron preparadas para su demolición en caso de respuesta militar. La condición de defensa (DEFCON) fue aumentada por orden de General Stilwell, como narró el coronel De LaTeur en sus investigaciones posteriores. Además, 12,000 tropas adicionales fueron llevadas a Corea, incluyendo 1,800 Marines de Okinawa. Durante la operación, bombarderos estratégicos con capacidad nuclear sobrevolaron el ASC. Según un analista de inteligencia que controlaba la radiofónica táctica de Corea del Norte, la acumulación de fuerza «les dejó alucinados».
En total, la Fuerza especial Vierra consistió en 813 hombres: casi todos los hombres del Grupo de Apoyo del ejército de los Estados Unidos, del que era parte la Fuerza de Seguridad Conjunta; una compañía de reconocimiento de Corea del Sur; una compañía de las Fuerzas Especiales de Corea del Sur que se había infiltrado en la zona del río por el puente la noche antes y una compañía de fusileros. Además de esta fuerza, todas las fuerzas del UNC en el resto de Corea del Sur estaban en alerta de batalla.

### Operación real
Los ingenieros del convoy — dos equipos de la Compañía B y la Compañía C, el 2º Batallón de Ingenieros, liderados por el teniente primero Patrick Ono, que había conducido un reconocimiento del árbol disfrazado de cabo dos días antes — abandonaron sus vehículos una vez que el convoy llegó, e inmediatamente comenzaron a talar el árbol mientras estaban sobre el techo de su camión, mientras que el camión del 2º Pelotón estaba posicionado para bloquear el Puente Sin Retorno. El resto del grupo de trabajo se dispersó a sus áreas asignadas alrededor del árbol y asumió su papel de guardianes de los ingenieros.
Corea del Norte responde rápidamente con aproximadamente 150–200 soldados, armados con ametralladoras y fusiles de asalto. Las tropas norcoreanas llegaron principalmente en autobuses, pero al principio no se apearon, limitándose a ver cómo se desarrollaban los acontecimientos. Al ver su llegada, el teniente coronel Vierra llamó por radio para que los helicópteros y cazas se dejaran ver en el horizonte. Los norcoreanos se bajaron rápidamente de sus autobuses y comenzaron a emplazar las ametralladoras, desde donde observaron en silencio cómo el árbol caía en 42 minutos (3 minutos menos de lo que estimó Stilwell), evitando un violento enfrentamiento. También se eliminaron dos barreras de carretera instaladas por los norcoreanos, mientras que los soldados surcoreanos vandalizaron dos puestos de guardia norcoreanos. El tocón, de unos 6 metros de altura se dejó deliberadamente en pie.
Cinco minutos después de que diera comienzo la operación, el UNC notificó a sus contrapartes norcoreanas que había entrado una partida de trabajo de las Naciones Unidas al ASC «para terminar en paz el trabajo sin finalizar».

### Consecuencias
A pesar de que la operación fue llevada a cabo pacíficamente, habían preocupaciones de que pudiera desencadenar un conflicto mayor. El incidente aumentó las tensiones a lo largo de la zona desmilitarizada, pero no se desarrolló a una guerra abierta. Se hicieron algunos disparos contra el helicóptero estadounidense que llevaba al comandante general Morris Brady, que sobrevoló Panmunjom más tarde aquel día, pero nadie fue herido.
El Comando de las Naciones Unidas exigió que Corea del Norte «castigue a aquellos implicados e indemnice a las familias de los muertos y heridos». Más tarde en el día de Operación Paul Bunyan, recibieron un mensaje de Kim Il-Sung expresando su arrepentimiento por el incidente. El mensaje fue transmitido por el miembro sénior del equipo norcoreano del MAC (el comandante general Han Ju Kyong) al miembro sénior del UNC MAC (Almirante Mark Frudden). Decía: «Fue bueno que no ocurriera ningún incidente importante en Panmunjom durante un largo período de tiempo. Sin embargo, es de lamentar que esta vez se haya producido un incidente en la Zona Conjunta de Seguridad de Panmunjom. Se debe hacer un esfuerzo para que tales incidentes no se repitan en el futuro. Para ello, ambas partes deben esforzarse. Instamos a su bando a prevenir la provocación. Nuestro bando nunca provocará primero, sino que tomará medidas de autodefensa sólo cuando se produzca la provocación. Esta es siempre nuestra postura». Aunque no fue lo suficientemente lejos como para satisfacer una respuesta aceptable previamente discutida, el gobierno de Estados Unidos decidió enfatizar esto como un paso en la dirección correcta, ya que era la primera vez desde el armisticio de la Guerra de Corea en 1953 que Corea del Norte había aceptado la responsabilidad por la violencia a lo largo de la zona desmilitarizada.
El campamento de avanzada del Área de Seguridad Conjunta (Campamento Kitty Hawk) fue rebautizado como «campamento Bonifas» en honor al comandante de compañía asesinado. El centro de preparación Barrett, localizado dentro del ASC y que alberga la sección del batallón de la misión para Corea del Norte, fue nombrado así por el oficial asesinado Mark Barrett. En el lugar donde se encontraba el árbol fue erigido un monumento de piedra con una placa de bronce inscrita en memoria de ambos hombres. El Mando de la ONU ha celebrado ceremonias conmemorativas en el monumento en los aniversarios.

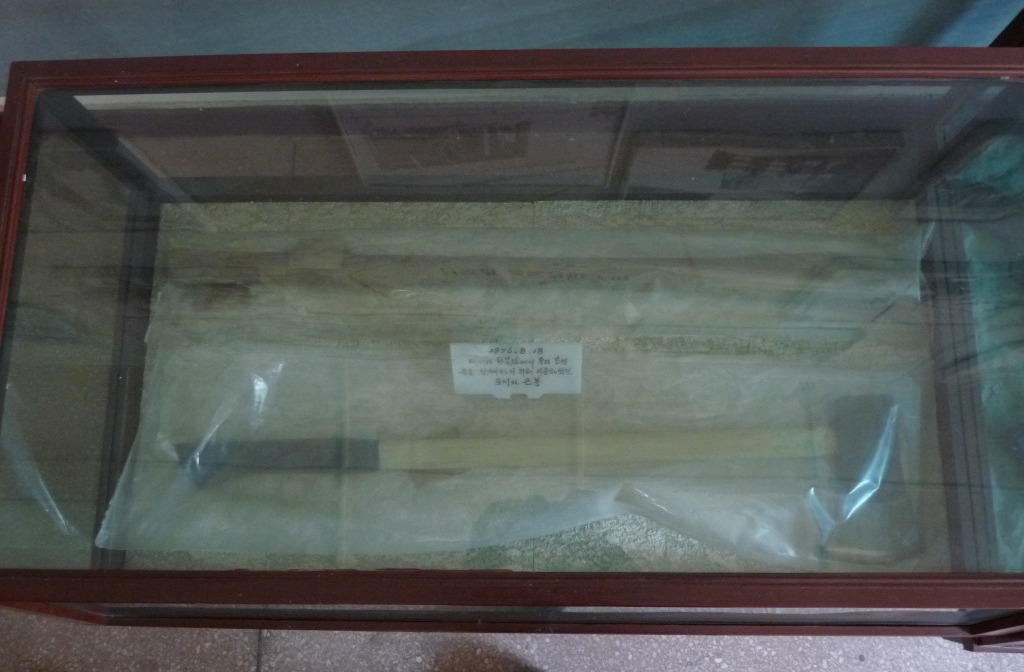
Hacha y mango de hacha supuestamente usados durante el incidente.

El puesto de control del UNC cercano (PC Núm. 3, situado al lado del Puente Sin Retorno) dejó de ser usado a mediados de la década de 1980, cuando se colocaron bolardos de hormigón para imposibilitar el paso de vehículos.
El incidente también motivó la separación del personal del ASC de ambos lados como medida para evitar futuros incidentes .
Un hacha y un mango de hacha presuntamente utilizados en el incidente están expuestos en el Museo de la Paz de Corea del Norte.
El general William J. Livsey, comandante general del Octavo Ejército de Estados Unidos en Corea del Sur entre 1984 y 1987, llevaba en público un bastón de mando que había sido tallado en madera proveniente del álamo que provocó el incidente. El bastón fue entregado en una ceremonia al general Louis C. Menetrey cuando Livsey se retiró de su mando.
Uno de los soldados surcoreanos que participó en la Operación Paul Bunyan, Moon Jae-in, fue elegido Presidente de Corea del Sur en 2017.